# サルギス・アダムヤン
サルギス・アダムヤン（1993年5月23日 - ）は、アルメニアのサッカー選手。アルメニア代表。1.FCケルン所属。ポジションはMF、FW。

## 経歴
2017年6月5日、SSVヤーン・レーゲンスブルクと2年契約を結んだ。
2019年5月14日、TSG1899ホッフェンハイムと3年契約を結んだ。 
2022年1月31日、クラブ・ブルッヘに買取オプション付きのシーズン終了までのレンタル移籍で加入することが発表された。
2022年7月5日、1.FCケルンと2026年までの契約を結んだ。